# Малинга, Тулани
Тулани Малинга (англ. Thulani Malinga; род. 11 декабря 1955, Ледисмит) — южноафриканский боксёр, представитель полутяжёлой и второй средней весовых категорий. Боксировал на профессиональном уровне в период 1981—2000 годов, дважды владел титулом чемпиона мира по версии Всемирного боксёрского совета (WBC).

## Биография
Тулани Малинга родился 11 декабря 1955 года в городе Ледисмит провинции Квазулу-Натал, Южная Африка. Проходил подготовку под руководством известного южноафриканского тренера Ника Дюрандта.
Начинал боксёрскую карьеру как любитель, имеет рекорд среди любителей 185-10.
Дебютировал в боксе на профессиональном уровне в августе 1981 года. Год спустя стал чемпионом своей провинции в средней весовой категории, ещё через год завоевал вакантный титул чемпиона ЮАР среди профессионалов, который затем несколько раз защитил. Позже в течение некоторого времени являлся чемпионом страны в полутяжёлом весе.
Благодаря череде удачных выступлений в 1989 году удостоился права оспорить титул чемпиона мира во втором среднем весе по версии Международной боксёрской федерации (IBF), который на тот момент принадлежал непобеждённому представителю Германии Грациано Роккиджани (26-0). Противостояние между ними продлилось все отведённые 12 раундов, в итоге судьи единогласным решением отдали победу Роккиджани.
Малинга продолжил активно выходить на ринг и в декабре 1990 года предпринял ещё одну попытку заполучить титул чемпиона мира IBF во втором среднем вес. Тем не менее, вновь его постигла неудача — действующий чемпион Линделл Холмс (42-5) оказался сильнее, выиграв единогласным решением.
В феврале 1992 года боксировал с непобеждённым британцем Крисом Юбенком (29-0) в бою за титул чемпиона мира по версии Всемирной боксёрской организации (WBO) — проиграл раздельным решением судей, побывав в пятом раунде в нокдауне. Позже в рейтинговом поединке уступил по очкам другому британцу Найджелу Бенну (32-2).
В августе 1993 года вышел на ринг против непобеждённого американца Роя Джонса (22-0) и был нокаутирован в шестом раунде.
В августе 1994 года стал обладателем вакантного титула чемпиона Африканского боксёрского союза (ABU).
Наконец, в марте 1996 года Малинга завоевал титул чемпиона мира во второй средней весовой категории по версии Всемирного боксёрского совета (WBC), победив раздельным решением уже знакомого ему Найджела Бенна (42-2-1). Тем не менее, уже во время первой защиты в июле лишился чемпионского пояса, проиграв раздельным решением итальянцу Винченцо Нардьелло (29-5).
В 1997 году Малинга всё же вернул себе титул, который к тому времени перешёл к британцу Робину Риду (25-0-1). Однако снова его чемпионство оказалось не долгим — последовало поражение от другого представителя Великобритании Ричи Вудхолла (22-1).
Кроме того, в 1998 году Малинга заполучил и защитил титул чемпиона мира по версии Всемирной боксёрской федерации (WBF).
В марте 1999 года в объединительном бою, на кону которого стоял также титул чемпиона мира по версии Международной боксёрской организации (IBO), встретился с датчанином Мадсом Ларсеном (28-1), но проиграл техническим нокаутом в десятом раунде.
Последний раз боксировал на профессиональном уровне в январе 2000 года, уступив техническим нокаутом норвежцу Оле Клеметсену (41-4) поединок за звание чемпиона мира в полутяжёлом весе по версии Международной боксёрской ассоциации (IBA). На этом поражении принял решение завершить спортивную карьеру. В общей сложности провёл на профи-ринге 57 боёв, из них 44 выиграл (в том числе 19 досрочно) и 13 проиграл.